# Les Amours célèbres
Les Amours célèbres es una película de antología francesa dirigida por Michel Boisrond, estrenada en 1961, inspirada en las tiras de historieta de Paul Gordeaux.

## Sinopsis
Lauzun
El duque de Lauzun está enamorado de la Madame de Mónaco. Pero Luis XIV posó sus ojos en ella. Una tarde le pide a su fiel Champagne que le traiga a la dama, consintiendo además, en su « privado ». Lauzun regresa a tiempo e impide que el rey satisfaga su deseo por M. de Mónaco.
Jenny de Lacour
Alrededor de 1880, una demi monde de clase alta, Jenny, se enamoró de un joven atractivo, René, que era mucho más joven que ella. Temerosa de perderlo, ella inventa un plan atroz para que René sea atacado y dejado ciego por un hombre a su sueldo. Ciego, su amante permanecerá con ella. La intervención de un comisario de policía frustra el plan de Jenny.
Agnes Bernauer
En Baviera, en el siglo XV, el duque Alberto de Wittelsbach, heredero al trono, se enamoró de la bella Agnes Bernauer. Se casa con ella en secreto aunque su padre se opone a este matrimonio. Alberto toma las armas contra él, pero Agnes es secuestrada. Condenada a muerte por brujería, la joven es arrojada al lago, con una piedra alrededor del cuello. Alberto se apresura a salvarla, pero se la lleva la corriente. 
Les Comédiennes
Una actriz famosa y adorada, Mademoiselle Raucourt fue reemplazada por Mademoiselle Duchesnois en 1804. Su ira se vuelve aún más violenta al enterarse de que su amante, el barón de Jonchère, ha sucumbido a los encantos de su rival. Mademoiselle Raucourt crea desde cero una nueva actriz trágica que se convertirá en la famosa Mademoiselle Georges. Esta última obtiene un triunfo.

## Reparto
Lauzun
- Jean-Paul Belmondo: Lauzun, amante de M. de Monaco.
- Dany Robin: M de Monaco, una cortesana.
- Philippe Noiret: Rey Luis XIV.
- Michel Galabru: Champagne, el sirviente del rey.
- Guy Tréjan: el gobernador de la Bastilla.
- Agnès Laurent: Irene, la esposa del gobernador.
- Pierre Palau: Saint-Simon.
- Liliane Brousse: M de Montespan.
- Zanie Campan: Marton.
- Laure Paillette: la sirvienta del gobernador.
- France Anglade: Lisette, doncella de M. de Montespan.

Jenny de Lacour
- Simone Signoret: Jenny de Lacour.
- Pierre Vaneck: René de La Roche.
- Antoine Bourseiller: Gaudry, el perfumista cojo.
- François Maistre: comisario Massot.
- Charles Bouillaud: un inspector.
- Lucien Nat: el prefecto.
- Colette Castel: Louise, la doncella.

Agnes Bernauer
- Brigitte Bardot: Agnes Bernauer.
- Alain Delon: Duque Alberto de Baviera.
- Suzanne Flon: Úrsula, La Margravina.
- Jean-Claude Brialy: Eric Torring.
- Jacques Dumesnil: Hans, el verdugo.
- Pierre Brasseur: Gran Duque Ernesto.
- Michel Etcheverry: Gaspard Bernauer, barbero, padre de Agnes.
- Hubert Noël: Eric.
- Pierre Massimi: Otto.
- Henri Coutet: el hombre afeitado.
- Maurice Chevit: caballero enviado desde Gurthenberg.
- Paul Amiot: caballero enviado desde Gurthengerg.
- Jacques Monod: Preissing.
- Constantin Andrieux: Karl.
- Bernard Musson: un inquisidor.

Les comédiennes
- Edwige Feuillère: M. Raucourt.
- Annie Girardot: M. Duchesnois.
- Jean Desailly: Barón Adrien de Jonchere.
- Pierre Dux: Talma.
- Marie Laforêt: M. Georges.
- Daniel Ceccaldi: Antonio Villa.
- Jean Ozenne: el Marqués Estanislao.
- Héléna Manson: la duquesa.
- Hélène Duc: una marquesa.
- Robert Lombard: un admirador de M. Raucourt.
- Noëlle Leiris
- Maurice Varny
- Michel Ferrand
- Pierre Durou
- Jacques Villa

## Lanzamiento
La película se estrenó en los Estados Unidos el 31 de octubre de 1961 en el Paris Theatre de la ciudad de Nueva York.